# Giulio Silvestrelli
Giulio Silvestrelli (* 1853 in Rom; † 1938) war ein italienischer Diplomat.

## Leben
Giulió Silvestrelli heiratete Elisabetta Ziegler, ihr Sohn war Luigi Silvestrelli.
Er trat 16. Februar 1878 in den auswärtigen Dienst.
Er wurde an der Botschaft in London beschäftigt, wo er vom 5. November 1894 bis 3. Februar 1895 Geschäftsträger war. Von 9. Mai bis 23. Oktober 1895 war er Gesandter nächst der Eremitage (Sankt Petersburg).
1902 war Silvestrelli Gesandter in Bern.
Am 5. Februar 1902 forderte er die Schweizer Behörden auf den Redakteur Luigi Bertoni zu verklagen, da im Le Réveil anarchiste ein Artikel die Ermordung von Umberto I. (Italien) am 29. Juli 1900 in Monza verherrlicht hätte. Der Bundesrat (Schweiz) verwies auf die Pressefreiheit und den Art. 42 des Strafgesetzbuch (Schweiz) von 1853, nach dem Beleidigung eines fremden Herrschers ein Antragsdelikt war. Silvestrelli, unterstützt von Außenminister Giulio Prinetti, seinem persönlichen Freund, weigerte sich, einen schriftlichen Antrag auf Verfolgung zu stellen. Die Regierung unter Giuseppe Zanardelli beließ Giulio Silvestrelli auf seinem Posten in Bern, worauf der Bundesrat am 4. April 1902 beschloss die diplomatischen Beziehungen zu Italien abzubrechen.
Diese wurden am 19. Juli 1902 auf Vermittlung Alfred von Bülow (1851–1916), wieder aufgenommen.
Am 21. März 1906 nahm die Bundesversammlung (Schweiz) in das Strafgesetzbuch (Schweiz)
einen Art. 48ter (in der endgültigen Fassung Art. 52 bis: „Verherrlichung von anarchistischen Verbrechen und der Aufreizung zu entsprechenden Straftaten“)
„Lex Silvestrelli“ auf.
Silvestrelli war vom 11. Februar 1904 bis 12. Juni 1910 Botschafter in Madrid.
Giulio Silvestrelli war von Außenminister Tommaso Tittoni als italienischer Delegierter bei der Algeciras-Konferenz 16. Januar bis 7. April 1906 vorgesehen.
Als Tommaso Tittoni durch Antonino Paternò Castello, marchese di San Giuliano abgelöst wurde, wurde die italienische Regierung durch den Emilio, marquis Visconti-Venosta vertreten.